# Irish League 1898/1899
Devátý ročník Irish League (1. irské fotbalové ligy) se konal letech 1898 a 1899. Celkem soutěž hrálo šest klubů. Kvůli rovnosti bodů v tabulce se musely kluby Lisburn Distillery FC a Linfield FC utkat proti sobě v rozhodujícím utkání o titul. Utkání skončilo 2:0 pro Lisburn Distillery FC a získali tak druhý titul v historii klubu.